# Greguss János

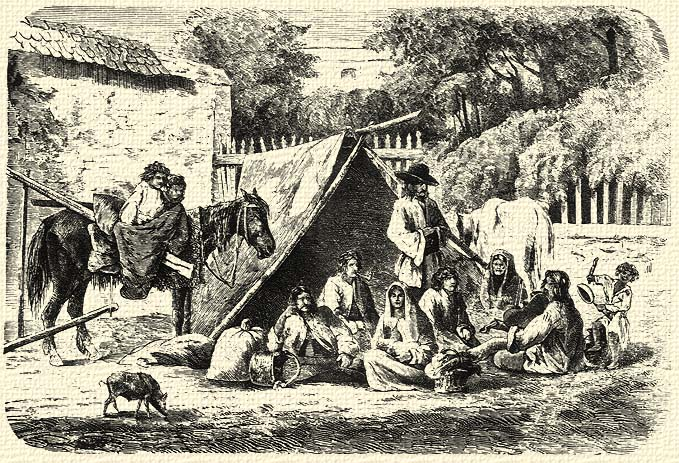
Sátoros cigányok letelepedve

Greguss János (Pozsony, 1838. május 3. – Budapest, 1892. május 31.) magyar zsáner- és tájképfestő, művészeti tanár. Számos illusztrációt készített lapok számára is.

## Életpályája
A budapesti és a bécsi politechnikumban tanult, majd Eötvös József külföldi tanulmányútra küldte. Ezután az Országos Mintarajziskola tanárává nevezték ki. Az akadémikus német festészeti irány híve volt, s még a tárgyak megválasztásában is követte mestereit, amennyiben legszívesebben a családi élet édeskés, derűs jeleneteit festette meg. A Magyar Nemzeti Múzeum képtárában levő festménye például egy karosszékben szunyókáló apát ábrázol: az apa mellett kisfia kihasználja a kedvező alkalmat és apja csibukját tovább szívja. Utolsó éveiben néhány realisztikus tájképével keltett figyelmet.
Az 1860-as években több alkalommal lerajzolta Fonyódot, s a Balaton déli partjáról nézve az északi oldalt.

## Ismertebb képei
- Tholdalagi-kastély (Koronka)
- A zselízi nagy tölgyfa (1866)
- Garamzseliz (1866)[1]
- Ebéd után (1867)

## Ismertebb tanítványai
- Ács Lipót
- Fellegi Alajos
- Fényes Adolf
- Márk Lajos
- Tornyai János